# Windmill Hill (Bristol)
Windmill Hill – dzielnica miasta Bristol, w Anglii, w Bristol, w dystrykcie (unitary authority) Bristol. Leży 4,1 km od centrum miasta Bristol, 59,2 km od miasta Taunton i 174 km od Londynu. W 2011 dzielnica liczyła 13 180 mieszkańców.